# Kükü
Kükü è un comune dell'Azerbaigian situato nel distretto di Şahbuz.